# 劍蛇屬
劍蛇屬是蛇亞目游蛇科下的一個蛇屬，亦稱多齒蛇。

## 下属物种
- Sibynophis bistrigatus
- 黑頭劍蛇（Sibynophis chinensis）
- 黑領劍蛇（Sibynophis collaris）
- 人馬劍蛇（Sibynophis sagittarius）
- Sibynophis subpunctatus

...